# Bairamcea, Cetatea Albă
Bairamcea (în ucraineană Миколаївка-Новоросійська, transliterat: Mîkolaiivka-Novorosiiska) este un sat  în raionul Cetatea Albă, regiunea Odesa, Ucraina, formată numai din satul de reședință.

## Demografie
Componența lingvistică a comunei Mîkolaiivka-Novorosiiska
     Ucraineană (82,92%)
     Rusă (14,04%)
     Română (1,81%)
     Bulgară (1,23%)
Conform recensământului din 2001, majoritatea populației comunei Mîkolaiivka-Novorosiiska era vorbitoare de ucraineană (82,92%), existând în minoritate și vorbitori de rusă (14,04%), română (1,81%) și bulgară (1,23%).